# Agrostis mauritii
Agrostis mauritii é uma espécie de gramínea do gênero Agrostis, pertencente à família Poaceae.